# Josef Vávra-Stařík
Josef Vávra-Stařík (ur. 19 października 1902 w miejscowości Lhota u Malenovic, zm. 26 sierpnia 1953 w Pradze) – czeski kolaboracyjny publicysta i działacz kulturalno-polityczny, dowódca partyzancki pod koniec II wojny światowej, emigracyjny działacz antykomunistyczny

## Życiorys
Ukończył liceum leśne w Hranicach, a następnie instytut pedagogiczny w Koszycach. Podjął pracę jako nauczyciel. Podczas pracy na Słowacji zaznajomił się z gen. Josefem Šnejdárkiem, dowódcą wojsk czechosłowackich w tym regionie. Za jego pośrednictwem zaangażował się w działalność polityczną. Obaj założyli organizację Moravsko-slovenská společnost, głoszącą hasła czesko-słowackiej przyjaźni. Prowadziła ona działalność kulturalną. Josef Vávra-Stařík został redaktorem jej organu prasowego. W marcu 1939 r., po utworzeniu Protektoratu Czech i Moraw, współtworzył kolaboracyjną organizację Národopisná Morava (NM). 16 marca tego roku wraz z 2 pozostałymi przywódcami NM wystosował pismo do Adolfa Hitlera, w którym złożyli oni hołd Führerowi i prosili o uznanie istnienia państwa morawskiego w składzie Rzeszy Niemieckiej. W 1941 r. objął funkcję inspektora oświatowego w obwodzie Uherské Hradiště. Wkrótce został pozbawiony tego stanowiska, a także zawiesił swoją działalność w NM. 
Przedostał się nielegalnie na terytorium Państwa Słowackiego, gdzie związał się z partyzantką. Organizował struktury partyzanckie w centralnej i zachodniej Słowacji. Jesienią i zimą 1944 r. uczestniczył w słowackim powstaniu narodowym. W pierwszych dniach walk na czele oddziału partyzanckiego przeszedł do ruin Zamku Sklabinia, gdzie jego podkomendni weszli w skład zgrupowania wojskowego, stanowiącego zarodek przyszłej 1 Czechosłowackiej Brygady Jana Žižky. Walczył na zachodniej Słowacji w rejonie miejscowości Strečno, Vrútky, Priekopa, Štiavnik, a następnie przedostał się w Góry Jaworniki na granicy Moraw i Słowacji. Został w stopniu kapitana szefem sztabu brygady. Po upadku powstania na przełomie 1944 i 1945 r., organizował na Morawach oddziały partyzanckie, działające do końca okupacji. Doszedł do stopnia majora. 
Po oswobodzeniu miejscowości Zlin został wybrany do miejscowego narodowego komitetu rewolucyjnego. 15 czerwca 1945 r. zrezygnował jednak z tej funkcji. W tym czasie pojawiły się pierwsze oskarżenia go o działalność w kolaboracyjnej organizacji Národopisná Morava. Następnie stanął na czele Morawskiego Stowarzyszenia Czeskich Partyzantów. Działał też w Czesko-Słowackim Koordynacyjnym Komitecie Partyzanckim. Organizacje te działały na rzecz integracji b. partyzantów w życiu społecznym i politycznym oraz zapewniały im pracę. Josef Vávra-Stařík został prezesem utworzonej przez nie spółdzielni PARTKOL w Zlinie, mającej swoje oddziały na północnych Morawach. Jego kolaboracyjnym etapem życia zainteresowały się komunistyczne środowiska ze Zlinu i Pragi. Pojawiły się też zarzuty o nadużywanie swojej pozycji w partyzanckich organizacjach. Z kolei J. Vávra-Stařík skrytykował kierownictwo Komunistycznej Partii Czechosłowacji za nieprawidłowe podejście do sprawy b. partyzantów, co doprowadziło do konfliktu z sekretarzem generalnym KPCz Rudolfem Slánským i odpowiadającym za sprawy partyzanckie w KC KPCz (jednocześnie agentem sowieckim) mjr. Augustinem Schrammem. Rosnące wpływy środowiska morawskich b. partyzantów, na czele z J. Vávrą-Staříkiem, zaczęły otwarcie zagrażać innym frakcjom w KPCz. Po groźbie usamodzielnienia się ruchu partyzanckiego J. Vávra-Stařík został pozbawiony wszystkich funkcji w organizacjach partyzanckich.
Po lutowym zamachu stanu komunistów w 1948 r., musiał też zrezygnować z posady prezesa spółdzielni PARTKOL. Wkrótce dowiedział się, że bezpieka ŠtB jest gotowa aresztować go. W tej sytuacji wraz z kilkoma najbliższymi współpracownikami ze spółdzielni PARTKOL przedostał się nielegalnie do Triestu, a stamtąd wyjechał do zachodnich Niemiec. Wszedł tam w skład tzw. Komitetu Czeskiego. Według części źródeł działał tam na rzecz ŠtB, o co oskarżała go część czeskiej emigracji. Następnie zamieszkał we Francji, nawiązując kontakty z Deuxieme Bureau. Stworzył tam organizację Světlana (nazwanej imieniem jego córki), która wysyłała nielegalnie do Czechosłowacji swoich kurierów. 
Po pewnym czasie przeniósł się do Austrii, aby być bliżej ojczyzny. Udzielał pomocy uchodźcom czechosłowackim. Próbował nawiązać kontakty z władzami jugosłowiańskimi Josipa Broz Tity. Jego emigracyjną działalność przerwało jednak porwanie przez ŠtB i wywiezienie go do Pragi. Przeszedł brutalne przesłuchania, podczas których próbowano zmusić go do przyznania się m.in. do współpracy w czasie wojny z Gestapo, ale bezskutecznie. Zarzucano mu też, że był związany z niewyjaśnioną śmiercią 10 marca 1948 r. ministra spraw zagranicznych Jana Masaryka. W kwietniu 1953 r. został skazany na karę śmierci, wykonaną 26 sierpnia tego roku.